# Повернення Супермена
«Повернення Супермена» (англ. Superman Returns) — американський супергеройський фільм 2006 року режисера Браяна Сінгера з франшизи про Супермена. Фільм є продовженням перших двох частин оригінальної серії, ігноруючи третій і четвертий фільми.
Після кількох років подорожей, Супермен повертається на Землю. Його заклятий ворог, мільярдер Лекс Лютор, задумує створити світову катастрофу, щоб заробити на ній ще більше грошей. Супермен у той же час довідується, що його кохана Лоїс Лейн вже одружилася та має сина, який можливо теж володіє суперсилами.

## Сюжет
З часу подій другої частини минуло 5 років. Лекс Лютор, мільярдер-злочинець і заклятий ворог Супермена, користуючись відсутністю свого заклятого ворога, відвідує його Фортецю самотності в Арктиці. Лютору вдається перезапустити комп'ютер Фортеці, через що той сприймає Лютора за Супермена та погоджується відповісти на будь-які питання. В цей час Супермен повертається на Землю до своєї прийомної матері Марти Кент після безуспішних пошуків інших криптонців. Вранці, під виглядом репортера Кларка Кента, він відвідує редакцію «Дейлі Пленет» і виявляє, що його давня любов — журналістка Лоїс Лейн — вже заручена з племінником редактора газети Річардом Вайтом і народила від нього сина Джейсона. Лоїс отримала Пулітцерівську премію за статтю «Чому світові не потрібен Супермен».
У цей час сама Лоїс сидить в новому літаку-носії космічного шаттла, беручи інтерв'ю. Але раптом літак ламається, і Кларк поспішає, щоб врятувати його. Йому це вдається, і всі його зустрічають з величезною радістю. Лоїс доручають написати статтю про повернення Супермена, а Кларку — про вимкнення електрики в усьому світі, яку хотіла написати Лоїс. Причиною цього вимкнення є експеримент Лекса з одним із кристалів, узятих із Фортеці самотності.
Несподівано Лекс виявляє, що кристал росте у воді, утворюючи сушу. Лекс будує собі фортецю з небезпечного для Супермена мінералу криптоніту. Лоїс вирішує дізнатися що-небудь про нього і вирушає до Лекса, взявши з собою Джейсона, але Лекс помічає їх і захоплює в полон на свою яхту. Лекс пояснює свій задум: виростити з кристала цілий материк, аби продавати ділянки на ньому. Мільярдера не хвилює, що витіснений материком об'єм води спричинить затоплення інших материків.
Вважаючи Джейсона сином Кларка, Лекс із подивом виявляє, що криптоніт не діє на нього. Джейсон вирішує відволікти увагу охоронця, зігравши разом з ним на роялі, а Лоїс відправляє по факсу координати яхти. Охоронець викриває це, але Джейсон несподівано кидає в нього рояль і тоді стає зрозуміло, що Супермен — його справжній батько. Їх замикають в холодильну камеру, але їх витягає Річард, який отримав координати. Яхта починає тонути, але прилітає Кларк і рятує їх.
Криптонітова фортеця небезпечна для Кларка, він втрачає свої сили, і охоронці Лекса б'ють його, а потім сам Лекс пронизує його криптонітовим лезом. Кларк падає з величезної висоти у воду. Тим часом Лоїс переконує Річарда повернутися за Суперменом, оскільки впевнена, що Лекс уб'є його. Вони повертаються, і Джейсон бачить Супермена у воді. Лоїс стрибає за ним і разом з Річардом витягує з води. У літаку Лоїс витягує осколок леза з Супермена, потім Кларк летить до Сонця і підживлюється його енергією, щоб згодом знищити криптонітову фортецю. Він опускається на глибину, щоб підняти фортецю в космос.
Лекс тим часом упевнений, що Супермен мертвий. Але відбувається землетрус, через якого гинуть люди Лекса, а він зі своєю пасією рятується на вертольоті. Жінка зраджує Лекса, злякавшись його грандіозних кровожерливих планів і викидає інші кристали. Лекс не встигає повернутися за ними, фортеця розколюється, і вони відлітають. Кларк підіймає фортецю в повітря, насилу долаючи вплив криптоніту. В космосі він відпускає замок у вільний політ і непритомніє. У лікарні його не можуть повернути до життя, Супермен впадає в кому. Тисячі людей стоять біля лікарні, щоб висловити свою підтримку і повагу Супермену.
Лоїс відвідує Супермена, але все ще той у комі. Вона йде, через деякий час Супермен зникає. Він прилітає сина, після чого, трапившись на очі Лоїс, летить у космос, щоб далі стежити за порядком на Землі.

## У ролях
| Актор             | Роль                  |
| ----------------- | --------------------- |
| Брендон Рут       | Кларк Кент / Супермен |
| Кейт Босворт      | Лоїс Лейн             |
| Кевін Спейсі      | Лекс Лютор            |
| Джеймс Марсден    | Річард Вайт           |
| Паркер Поузі      | Кітті Ковальські      |
| Марлон Брандо     | Джор-Ел               |
| Ева Мері Сейнт    | Марта Кент            |
| Трістан Лейк Лебю | Джейсон Вайт          |
| Френк Ланджелла   | Перрі Вайт            |
| Ноель Нілл        | Гертруда Вандерворт   |

## Оцінки й відгуки
Фільм отримав 74 % схвальних рецензій на сайті «Metacritic», тоді як середня оцінка пересічних глядачів склала 61 % схвалення.
Пітер Бредшоу відгукнувся в газеті «The Guardian», що фільм 1987 року проклав дорогу сучасним фільмам про супергероїв і Браян Сінгер повертається до їхніх неіронічних основ, ігноруючи жахливі низькобюджетні продовження оригінальних двох фільмів. Брендон Рут чудово грає свої дві ролі: Кларка Кента й Супермена, передаючи характер обох із помітною різницею. Кевін Спейсі також став вдалим вибором на роль Лекса Лютора з його старомодними максималістськими лиходійськими планами. В той же час у розпорядженні Сінгера були всі новітні засоби переказати історію походження Супермена для сучасних глядачів. Замість цього він продовжує найперший фільм, граючи на ностальгії. Це теж своєрідна перемога, проте це не дає нічого нового для франшизи.
На думку Ніла Сміта з BBC, «Логічний розвиток, розумна переоцінка та подорож ностальгією — все в одному, „Повернення Супермена“ краще, ніж ми сміли сподіватися». Показуючи, що дещо змінюється, а дещо ні, «Сінгер відроджує франшизу зі стилем, щирістю та проникливим гумором».
Девід Едельштейн для «New York Magazine» писав: «Яскрава тема Джона Вільямса та знайомі титри вказують на те, що серіал не буде починатися з нуля, як це зробив „Бетмен“». У той же час новий фільм намагається бути похмурішим, ніж оригінальні кінострічки. Комп'ютерні спецефекти освіжають його, та «Повернення Супермена» все одно надто неквапне.